# 田村ゆかり LOVE LIVE 2024 *Honey bunny*

  『田村ゆかり LOVE ♡ LIVE 2024 *Honey bunny*』（たむらゆかり ラブ ライブ にせんじゅうよん ハニー バニー）は、田村ゆかりの通算25作目の映像作品。Blu-rayは通算19作目となる。2025年1月29日にBlu-rayとDVDが同時リリースされた。

## 概要
2024年9月7日・8日に東京ガーデンシアターで行われた「田村ゆかり LOVE ♡ LIVE 2024 *Honey bunny*」の公演、8日が収録されている。
特典映像は「田村ゆかり LOVE ♡ LIVE 2024 *Honey bunny* Document Movie」が収録されている。

## 演奏会場
- 東京 J:COMホール八王子（6月1日・2日）（2日公演延期、物販のみ[2]）（8月15日振替[3]）
- 千葉 浦安市文化会館 大ホール（6月8日延期、物販のみ[4]）（9月3日振替[5]）
- 栃木 栃木県総合文化センター メインホール（6月9日延期、物販のみ[6]）（9月18日振替[7]）
- 愛知 日本特殊陶業市民会館 フォレストホール（6月22日）
- 埼玉 大宮ソニックシティ 大ホール（6月23日）
- 福岡 福岡サンパレス（6月29日）
- 熊本 市民会館シアーズホーム 夢ホール（6月30日）
- 宮城 仙台サンプラザホール（7月6日）
- 兵庫 神戸国際会館 こくさいホール（7月13日）
- 京都 ロームシアター京都 メインホール（7月14日）
- 神奈川 神奈川県民ホール（7月20日）
- 群馬 高崎芸術劇場 大劇場（7月21日）
- 茨城 水戸市民会館 グロービスホール（8月4日）
- 新潟 新潟テルサ（8月10日）
- 石川 本多の森北電ホール（8月12日）
- 静岡 アクトシティ浜松 大ホール（8月17日）
- 大阪 グランキューブ大阪（大阪国際会議場）（8月18日）
- 岡山 倉敷市民会館（8月31日）
- 愛媛 松山市民会館（9月1日）
- 東京 東京ガーデンシアター（9月7日・8日）

## 収録内容
1. Poppin' Magic
2. 好きしかありえない
3. -MC 1-
4. Sweet alert
5. キャラメル
6. トーキョーキャンディーガール
7. Short Movie #1 「トレバを楽しんでみよう！」
8. エアシューター
9. -MC 2-
10. 夢色ラビリンス
11. you
12. 「田村ゆかりとバーチャルデート」
13. スーパーノヴァ
14. 逆蜻蛉
15. null
16. Short Movie #2 「わたがしを作ってみよう！」
17. You Are The World!
18. 聴こえないように♡
19. Honey Moon
20. Paradoxx.
21. 「Document of Honey bunny」
22. Vanilla Lover
23. -MC 3-
24. Wonder habit
25. 期待しないで
26. La La Love call
27. Exactly
28. 逢うたびキミを好きになる
29. -Encore-
30. Only oneのあなたのせいよ
31. -MC 4-
32. くちびるプラトニック
33. うらはら兎のねがいごと
34. -Epilogue-
35. -MC 5-
36. -Double Encore-
37. Super special Day
38. -MC 6-
39. -Epilogue-

特典映像
- 田村ゆかり LOVE ♡ LIVE 2024 *Honey bunny* Document Movie